# Arcidiocesi di Feira de Santana
L'arcidiocesi di Feira de Santana (in latino Archidioecesis Fori Sanctae Annae) è una sede metropolitana della Chiesa cattolica in Brasile. Nel 2021 contava 958.780 battezzati su 1.014.450 abitanti. È retta dall'arcivescovo Zanoni Demettino Castro.

## Territorio
L'arcidiocesi comprende 19 comuni nella parte orientale dello stato brasiliano di Bahia: Feira de Santana, Água Fria, Amélia Rodrigues, Anguera, Antônio Cardoso, Candeal, Conceição da Feira, Conceição do Jacuípe, Coração de Maria, Ipecaetá, Irará, Ouriçangas, Pedrão, Santa Bárbara, Santanópolis, Santo Estêvão, São Gonçalo dos Campos, Serra Preta e Tanquinho.
Sede arcivescovile è la città di Feira de Santana, dove si trova la cattedrale di Sant'Anna.
Il territorio si estende su 6.730 km² ed è suddiviso in 39 parrocchie, raggruppate in 5 foranie.

### Provincia ecclesiastica
La provincia ecclesiastica di Feira de Santana, istituita nel 2002, comprende 8 suffraganee nella parte centro-settentrionale dello Stato di Bahia:
- diocesi di Barra,
- diocesi di Barreiras,
- diocesi di Bonfim,
- diocesi di Irecê,
- diocesi di Juazeiro,
- diocesi di Paulo Afonso,
- diocesi di Ruy Barbosa,
- diocesi di Serrinha.

## Storia
La diocesi di Feira de Santana fu eretta il 21 luglio 1962 con la bolla Quandoquidem novae di papa Giovanni XXIII, ricavandone il territorio dall'arcidiocesi di San Salvador di Bahia, di cui era originariamente suffraganea.
Il 16 gennaio 2002 fu elevata al rango di arcidiocesi metropolitana con la bolla Ad totius dominici gregis di papa Giovanni Paolo II.
Il 21 settembre 2005 ha ceduto una porzione del suo territorio a vantaggio dell'erezione della diocesi di Serrinha.

## Cronotassi dei vescovi
Si omettono i periodi di sede vacante non superiori ai 2 anni o non storicamente accertati.
- Jackson Berenguer Prado † (24 settembre 1962 - 8 ottobre 1971 nominato vescovo di Paulo Afonso)
- Silvério Jarbas Paulo de Albuquerque, O.F.M. † (18 gennaio 1973 - 22 febbraio 1995 ritirato)
- Itamar Navildo Vian, O.F.M.Cap. (22 febbraio 1995 - 18 novembre 2015 ritirato)
- Zanoni Demettino Castro, succeduto il 18 novembre 2015

## Statistiche
L'arcidiocesi nel 2021 su una popolazione di 1.014.450 persone contava 958.780 battezzati, corrispondenti al 94,5% del totale.
| anno | popolazione | popolazione | popolazione | presbiteri | presbiteri | presbiteri | presbiteri                | diaconi | religiosi | religiosi | parrocchie |
| anno | battezzati  | totale      | %           | numero     | secolari   | regolari   | battezzati per presbitero | diaconi | uomini    | donne     | parrocchie |
| ---- | ----------- | ----------- | ----------- | ---------- | ---------- | ---------- | ------------------------- | ------- | --------- | --------- | ---------- |
| 1966 | ?           | ?           | ?           | 32         | 19         | 13         | ?                         |         | 15        | 37        | 29         |
| 1968 | ?           | ?           | ?           | 37         | 23         | 14         | ?                         |         | 18        | 32        | 20         |
| 1976 | 750.000     | 800.000     | 93,8        | 36         | 23         | 13         | 20.833                    | 1       | 19        | 37        | 30         |
| 1980 | 756.000     | 840.000     | 90,0        | 28         | 18         | 10         | 27.000                    |         | 12        | 44        | 31         |
| 1990 | 1.065.000   | 1.225.000   | 86,9        | 40         | 23         | 17         | 26.625                    | 2       | 22        | 101       | 36         |
| 1999 | 979.421     | 1.126.131   | 87,0        | 59         | 38         | 21         | 16.600                    | 5       | 25        | 118       | 40         |
| 2000 | 979.906     | 1.125.151   | 87,1        | 65         | 42         | 23         | 15.075                    | 5       | 26        | 123       | 41         |
| 2001 | 981.126     | 1.126.131   | 87,1        | 65         | 44         | 21         | 15.094                    | 4       | 42        | 125       | 41         |
| 2002 | 981.133     | 1.126.131   | 87,1        | 63         | 38         | 25         | 15.573                    | 4       | 26        | 127       | 42         |
| 2003 | 982.730     | 1.126.131   | 87,3        | 65         | 41         | 24         | 15.118                    | 4       | 31        | 126       | 42         |
| 2004 | 1.045.482   | 1.194.882   | 87,5        | 59         | 37         | 22         | 17.720                    | 4       | 31        | 140       | 42         |
| 2006 | 859.949     | 960.033     | 89,6        | 53         | 37         | 16         | 16.225                    | 4       | 28        | 150       | 37         |
| 2013 | 895.000     | 963.000     | 92,9        | 73         | 50         | 23         | 12.260                    | 9       | 34        | 123       | 39         |
| 2016 | 918.000     | 972.084     | 94,4        | 67         | 48         | 19         | 13.701                    | 9       | 32        | 122       | 39         |
| 2019 | 945.500     | 1.000.400   | 94,5        | 79         | 58         | 21         | 11.968                    | 9       | 46        | 131       | 39         |
| 2021 | 958.780     | 1.014.450   | 94,5        | 79         | 58         | 21         | 12.136                    | 9       | 46        | 131       | 39         |